# 2376 Martynov
2376 Martynov eller 1977 QG3 är en asteroid i huvudbältet som upptäcktes den 22 augusti 1977 av den rysk-sovjetiske astronomen Nikolaj Tjernych vid Krims astrofysiska observatorium på Krim. Den har fått sitt namn efter Dmitrii Martynov.
Asteroiden har en diameter på ungefär 41 kilometer.